# Hoeve Henisdaal

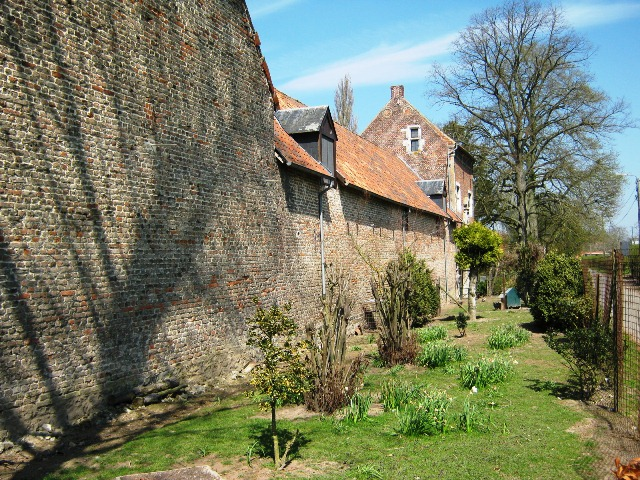

Hoeve Henisdaal (ook: Hoeve Henisdael) is een historisch hoevecomplex te Vechmaal, gelegen aan Henisdael 2.

## Geschiedenis
Het was een Loons leen binnen het grondgebied van Vechmaal, dat een omgracht kasteel met hoeve omvatte. Dit alles was eigendom van het geslacht Van Henisdaal, waarvan de eerst vermelde een zekere Gilles van Henisdaal was, uit omstreeks 1200. Deze zou met Filips van de Elzas op kruistocht zijn gegaan. De familie kwam door huwelijk in bezit van Sint-Pieters-Heurne en noemde zich sindsdien heer van Heurne. Denis van Henisdaal werd in 1616 heer van Vechmaal en Heurne. In 1676 stierf Otto van Henisdaal kinderloos. Het goed werd verkocht en kwam in 1688 in bezit van de familie Bentinck en later van de familie De Leerode. Het kasteel werd echter niet meer bewoond en verviel.
Dit kasteel was in natuursteen opgetrokken, waarschijnlijk mergelsteen afkomstig van de nabijgelegen Groeve Henisdaal. Dit volgt uit een tekening van 1661, waarop tevens te zien is dat dit kasteel al tot een ruïne was vervallen. In 1708 werd vermeld dat de ruïnes nog zichtbaar waren. Op de Ferrariskaarten (omstreeks 1775) komt de ruïne niet meer voor.
Op de tekening uit 1661 kwam ook een hoeve voor. Hiervan is het poortgebouw en de naastgelegen traptoren nog aanwezig. In 1661 was de hoeve reeds U-vormig, en ook tegenwoordig is ze dat nog. Wel zijn de meeste gebouwen vervangen. Zo is het huidige woonhuis waarschijnlijk uit 1879.
In 1812 werd de hoeve door graaf Maximilien de Leerode verkocht aan L. Delvigne, die burgemeester van Vechmaal was. In 1831 werd ten noorden van de hoeve een burgerhuis gebouwd voor de eigenaar. In 1848 werd de hoeve van het burgerhuis gesplitst en in 1898 werd ze verkocht aan R. Bodson. Toen deze overleed bleef de hoeve onbewoond en raakte in verval. In 1960 werd ze hersteld en opnieuw bewoond.

## Gebouw

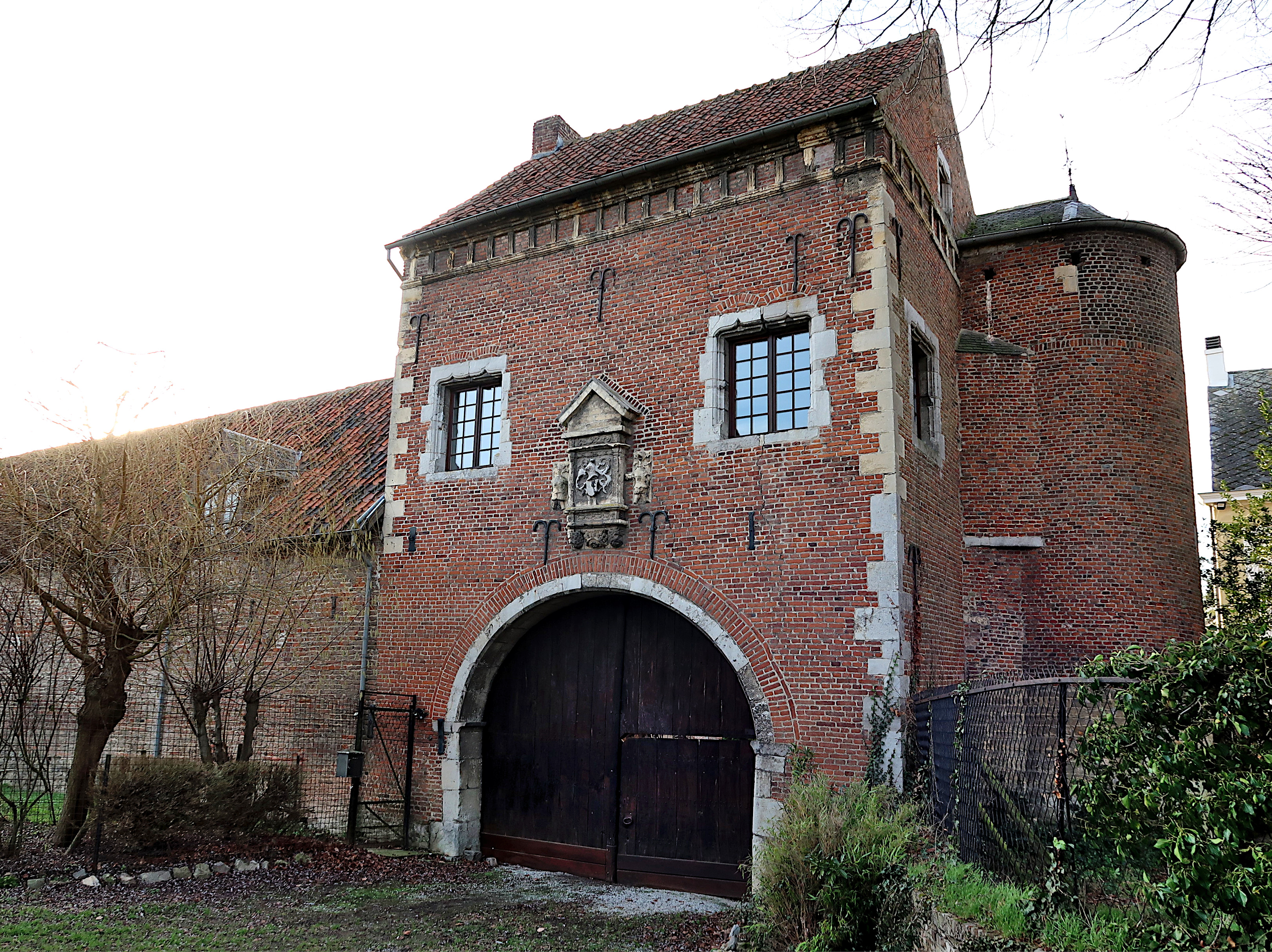
Poortgebouw

Het poortgebouw stamt uit de 2e helft van de 16e eeuw, en is in laatgotische stijl met renaissance-elementen. De hoekbanden zijn beneden van kalksteen, boven van mergelsteen. Boven de poort bevindt zich een gevelsteen waarop zich het wapenschild van het geslacht Van Henisdaal bevindt. Aan beide zijden hiervan vindt men een kleine gevelsteen dat een harnas uitbeeldt.
De tegen de noordgevel van het poortgebouw aangebouwde traptoren was vroeger hoger, maar de houten wenteltrap is nog origineel. In deze toren vindt men nog schietgaten.
Veel van de bedrijfsgebouwen zijn uit de 2e helft van de 19e eeuw. De dubbele dwarsschuur, met twee rondboogpoorten, is waarschijnlijk ouder.